# X (azienda)
X Corp. è un'azienda statunitense attiva nel campo dei social network. L'azienda, fondata da Elon Musk nel marzo 2023, è una controllata di X Holdings Corp., anch'essa di proprietà di Musk.  L'azienda possiede il social network di microblogging X (precedentemente chiamato Twitter) ed è stata creata per inglobare la precedente Twitter Inc. e marcare ancora di più il cambio di gestione avvenuto con l'acquisto del social network da parte dell'imprenditore sudafricano.

## Storia

### Pianificazione (2022-2023)
Nell'aprile 2022, dai comunicati effettuati alla Securities and Exchange Commission (SEC), l'ente federale statunitense preposto alla vigilanza delle borse valori, risultò che Elon Musk aveva creato tre aziende nello Stato del Delaware, tutte sotto il nome di X Holdings (X Holdings I, II e III). Di queste, X Holdings II era stata pensata per inglobare la Twitter, Inc. fondendosi con essa e acquisendone anche il nome, X Holdings III per prendere in carico il prestito da 13 miliardi di dollari accordato a Musk da alcune banche e utile a portare a termine l'acquisizione da 44 miliardi di dollari di Twitter, e X Holdings I per fungere da controllante delle altre aziende create.
La lettera "X" del nome rimanda alla X.com, una compagnia di servizi bancari online co-fondata da Musk nel 1999 che nel giugno 2001 divenne poi PayPal, azienda da cui Musk uscì nel 2002 e da cui ricomprò il marchio e il dominio "X.com" nel luglio 2017.
Dopo aver già considerato nel 2012 l'idea di creare una holding chiamata "X" per Tesla Inc. e SpaceX, nell'ottobre 2022 Musk affermò, proprio con un tweet, che l'acquisizione di Twitter, poi conclusa il giorno 27 dello stesso mese, avrebbe accelerato la creazione di X, un'ipotetica "super-app", di 3-5 anni. Già nel maggio dello stesso anno, Musk aveva espresso il proprio interesse verso la creazione di un'applicazione simile a WeChat, applicazione cinese che coniuga servizi di messaggistica istantanea, di condivisione contenuti e di compravendita online.

### Fondazione (2023)
Nel marzo 2023, Musk registrò nello Stato del Nevada le due compagnie X Holdings Corp. e X Corp. assieme a un'altra azienda, X.AI, dedicata allo sviluppo di intelligenze artificiali. A distanza di pochi giorni, Musk inoltrò una richiesta di fusione tra la X Holdings I e la X Holdings Corp. e tra la Twitter, Inc. e la X Corp., con le aziende X Holdings I e Twitter Inc. che, di fatto, cessavano di esistere, rivelando inoltre che il capitale di X Holdings Corp. ammontava a 2 milioni di dollari e che la stessa avrebbe funto da controllante di X Corp. Come conseguenza della fusione, agli impiegati di Twitter furono garantite delle azioni di X Corp.
L'11 maggio, Elon Musk ha annunciato di aver trovato un suo successore come amministratore delegato di X Corp. e il giorno successivo ha rivelato trattarsi di Linda Yaccarino, ex- responsabile marketing di NBCUniversal, aggiungendo che mentre la Yaccarino si sarebbe occupata della gestione dell'azienda, egli si sarebbe maggiormente focalizzato sulla progettazione di nuovi prodotti e tecnologie.